# BBC Radio 1 Live in Concert (album Nazareth)
BBC Radio 1 Live in Concert – album koncertowy szkockiej grupy rockowej Nazareth, nagrany dla BBC w 1972 i 1973 roku, wydany w 1991 roku.

## Lista utworów
1. „Morning Dew” (Dobson, Rose) – 7:05
2. „Alcatraz” (Russell) – 3:53
3. „Vigilante Man” (Woody Guthrie) – 5:12
4. „Razamanaz” (Agnew, Charlton, McCafferty, Sweet) – 4:04
5. „Night Woman” (Agnew, Charlton, McCafferty, Sweet) – 3:26
6. „Broken Down Angel” (Agnew, Charlton, McCafferty, Sweet) – 4:03
7. „Country Girl” (Agnew, Charlton, McCafferty, Sweet) – 4:19
8. „Woke up This Morning” (Agnew, Charlton, McCafferty, Sweet) – 4:40
9. „Called Her Name” (Agnew, Charlton, McCafferty, Sweet) – 4:19
10. „Black Hearted Woman” (Allman) – 9:51

## Twórcy
- Dan McCafferty – wokal
- Darrell Sweet – perkusja
- Pete Agnew – bas, pianino
- Manny Charlton – gitara